# Montegrino Valtravaglia

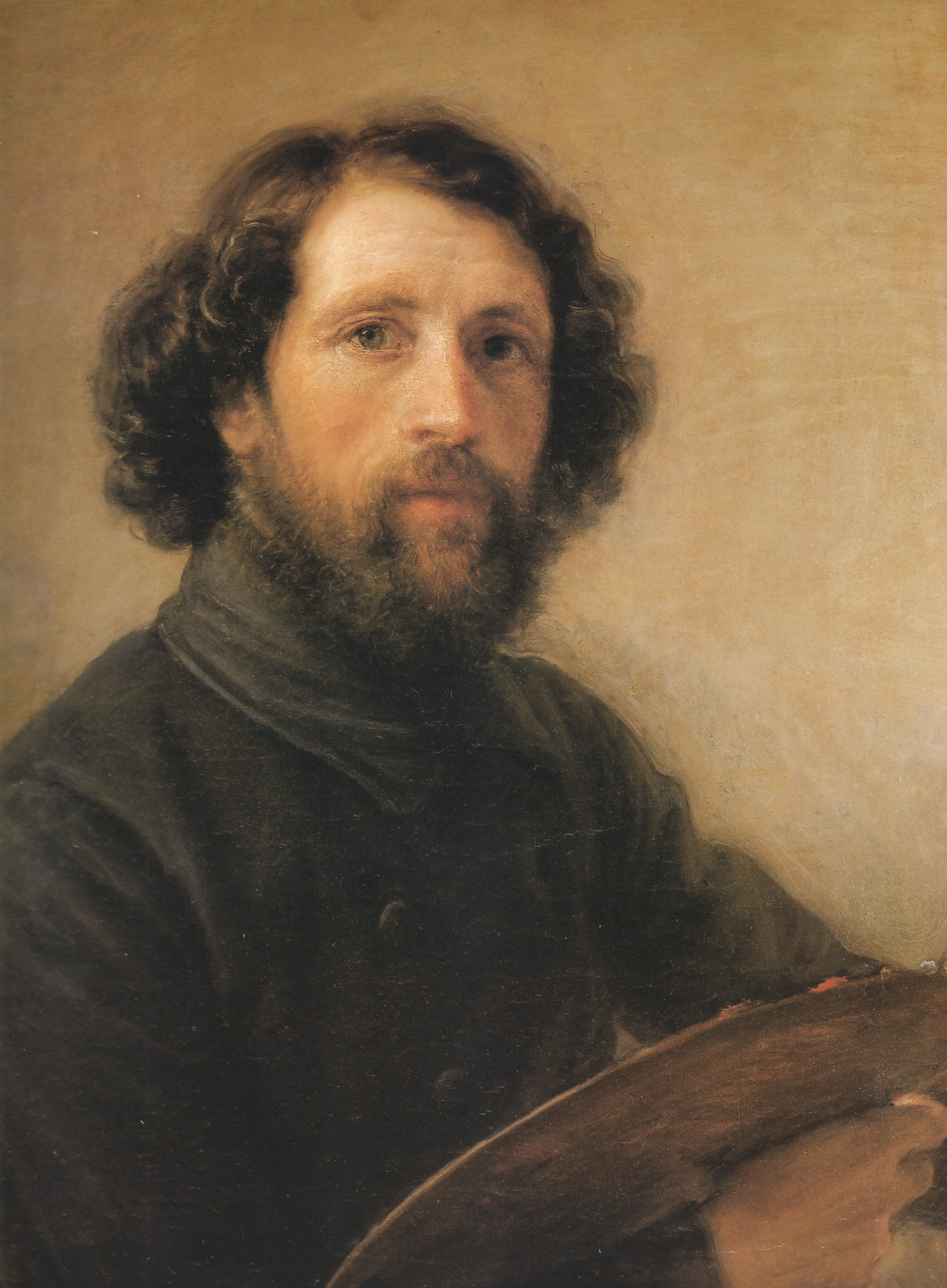
Giovanni Carnovalis Selbstporträt

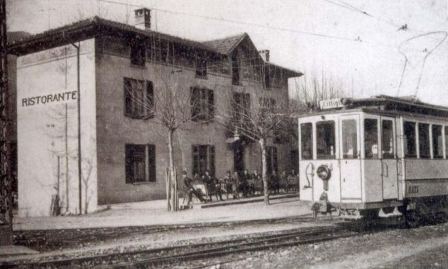
Alte Bahnhof in Molino d’Anna

Montegrino Valtravaglia ist eine italienische Gemeinde in der Provinz Varese (Lombardei) nahe dem Lago Maggiore.

## Geographie
Die Gemeinde bedeckt eine Fläche von 10,1 km². Zu Montegrino Valtravaglia gehören die Fraktionen Alpe del Campegino, Bonera, Bosco Valtravaglia, Casa Briccoli, Casa Compagnoni, Casa De Andrea, Case Sciarè, Castendallo, Cucco, Monte Sette Termini (I Bedroni), Ostino, Piana, Pianco, Pivetta, Porscì, Riviera, San Martino, Sciorbagno, Segrada und Sorti. Die Nachbargemeinden von Montegrino Valtravaglia sind Brissago-Valtravaglia, Cadegliano-Viconago, Cremenaga, Cugliate-Fabiasco, Germignaga, Grantola, Luino und Mesenzana.

## Geschichte
Montegrino war Teil des Lehens Val Travaglia, das 1438 von Filippo Maria Visconti an den Grafen Franchino Rusca vergeben wurde. Ab 1583 ging das Gebiet in den Besitz der Familie Marliani über, da es zum Lehen der Quattro Valli, der Mezzo-Gruppe, gehörte. Im Bericht von Oppizzone aus dem Jahr 1633 über die Ländereien des Herzogtums Mailand, die der Salzabgabe unterworfen waren, wird auch die Gemeinde Montegrino für Val Travaglia aufgeführt.
Nach den Antworten auf 45 Fragen des zweiten Volkszählungsrates von 1751 gehörte Montegrino zur Gemeinde Val Travaglia und war mit dem Grafen Giovanni Emanuele Marliani belehnt, an den es jährlich 107 Lire und 2 Soldi zahlte. Der Richter wohnte in Luvino und erhielt neun Lire und zehn Soldi von der Gemeinde. Der Konsul der Stadt leistete keinen Eid auf kriminelle Banken. Die Gemeinde verfügte nicht über einen allgemeinen Rat, da sie ihre Stadtviertel im Einvernehmen mit allen bildete. Die Gemeinde wurde von zwei Bürgermeistern, einem Konsul und einem Kanzler vertreten. Die Bürgermeister wurden durch das Los aus den angesehensten Persönlichkeiten gewählt, während das Amt des Konsuls alle sechs Monate von den verschiedenen Herdstellen besetzt wurde. Der Kanzler wurde ebenfalls von der Nachbarschaft gewählt und wohnte im Dorf. Die Gemeindevertreter überwachten die öffentlichen Verteilungen und berichteten am Ende des Jahres über ihre Arbeit. Der Kanzler, der 28 Lira pro Jahr erhielt, war für die Aufbewahrung der öffentlichen Unterlagen zuständig.
Nach dem vorübergehenden Zusammenschluss der lombardischen Provinzen mit dem Königreich Sardinien wurde die Gemeinde Montegrino mit 1000 Einwohnern, die von einem fünfzehnköpfigen Gemeinderat und einem zweiköpfigen Stadtrat verwaltet wurde, auf der Grundlage der durch das Gesetz vom 23. Oktober 1859 festgelegten Gebietsaufteilung in das Mandamento V von Luvino, Bezirk II von Varese, Provinz Como, aufgenommen. Bei der Gründung des Königreichs Italien im Jahr 1861 hatte die Gemeinde 1015 Einwohner (Volkszählung 1861). Nach dem Gemeindegesetz von 1865 wurde die Gemeinde von einem Bürgermeister, einer Junta und einem Rat verwaltet. Im Jahr 1867 wurde die Gemeinde in denselben Bezirk, Kreis und dieselbe Provinz eingegliedert (Verwaltungsbezirk 1867).
Im Jahr 1924 wurde die Gemeinde in den Bezirk Varese der Provinz Como eingegliedert. Nach der Gemeindereform von 1926 wurde die Gemeinde von einem Podestà verwaltet. Im Jahr 1927 wurde die Gemeinde der Provinz Varese zugeschlagen. Im Jahr 1927 wurde die Gemeinde Montegrino zur neuen Gemeinde Montegrino-Valtravaglia zusammengelegt (Königlicher Erlass Nr. 2480 vom 11. Dezember 1927). Die Gemeinde Montegrino-Valtravaglia, die zur Provinz Varese gehört, wurde 1927 aus den aufgelösten Gemeinden Bosco Valtravaglia, Grantola und Montegrino gebildet (Königlicher Erlass Nr. 2480 vom 11. Dezember 1927). Nach dem 1926 erlassenen Gesetz über die lokale Verwaltung wurde die Gemeinde von einem Podestà verwaltet. Nach der Gemeindereform von 1946 wurde die Gemeinde Montegrino-Valtravaglia von einem Bürgermeister, einem Gemeinderat und einem Verwaltungsrat verwaltet. 1957 wurde die oben genannte Gemeinde Grantola neu gegründet (Präsidialdekret Nr. 1562 vom 29. November 1956). Im Jahr 1971 hatte die Gemeinde eine Fläche von 1026 Hektar.

## Bevölkerung
| Bevölkerungsentwicklung | Bevölkerungsentwicklung | Bevölkerungsentwicklung | Bevölkerungsentwicklung | Bevölkerungsentwicklung | Bevölkerungsentwicklung | Bevölkerungsentwicklung | Bevölkerungsentwicklung | Bevölkerungsentwicklung | Bevölkerungsentwicklung | Bevölkerungsentwicklung | Bevölkerungsentwicklung | Bevölkerungsentwicklung | Bevölkerungsentwicklung | Bevölkerungsentwicklung |
| ----------------------- | ----------------------- | ----------------------- | ----------------------- | ----------------------- | ----------------------- | ----------------------- | ----------------------- | ----------------------- | ----------------------- | ----------------------- | ----------------------- | ----------------------- | ----------------------- | ----------------------- |
| Jahr                    | 1751                    | 1805                    | 1809                    | 1853                    | 1861                    | 1881                    | 1901                    | 1921                    | 1927                    | 1991                    | 2001                    | 2011                    | 2016                    | 2021                    |
| Einwohner               | 995                     | 783                     | *1224                   | 986                     | 1915                    | 1032                    | 1943                    | 1003                    | *1777                   | 1123                    | 1183                    | 1414                    | 1472                    | 1483                    |

- 1809 Fusion mit Bosco Valtravaglia
- 1927 Fusion mit Bosco Valtravaglia und zeitweilig mit Grantola

## Sehenswürdigkeiten
- Kirchlein San Martino schon erwähnt im 12. Jahrhundert, mit Fresken (15. Jahrhundert). Die Fassade ist hüttenförmig und weist ein Mittelportal auf, das im 17. Jahrhundert entstand, als die alte Fassade abgerissen und neu aufgebaut wurde. An den Seiten ermöglichten zwei Fenster eine meditative Pause während der langen und anstrengenden Fußmärsche. Das Innere besteht aus einem einzigen Saal, der in der Mitte durch einen Querbogen in zwei Joche unterteilt ist, die von Kreuzgewölben bedeckt sind. Das Presbyterium, dem ein runder Triumphbogen vorgelagert ist und das von einem Kreuzgewölbe gekrönt wird; der an die Wand gemalte Hochaltar und die ursprüngliche Mensa wurden kürzlich wiedergefunden. Links vom Presbyterium befindet sich die Sakristei, an die sich der Glockenturm anschließt, der durch Eingriffe im 19. Jahrhundert. Einige Fragmente von Freskenzyklen des Malers Guglielmo Jotti aus Montegrino lassen auf eine mögliche komplexere dekorative Gestaltung schließen, die vielleicht noch auf ihre Wiederentdeckung wartet.[3]

## Persönlichkeiten

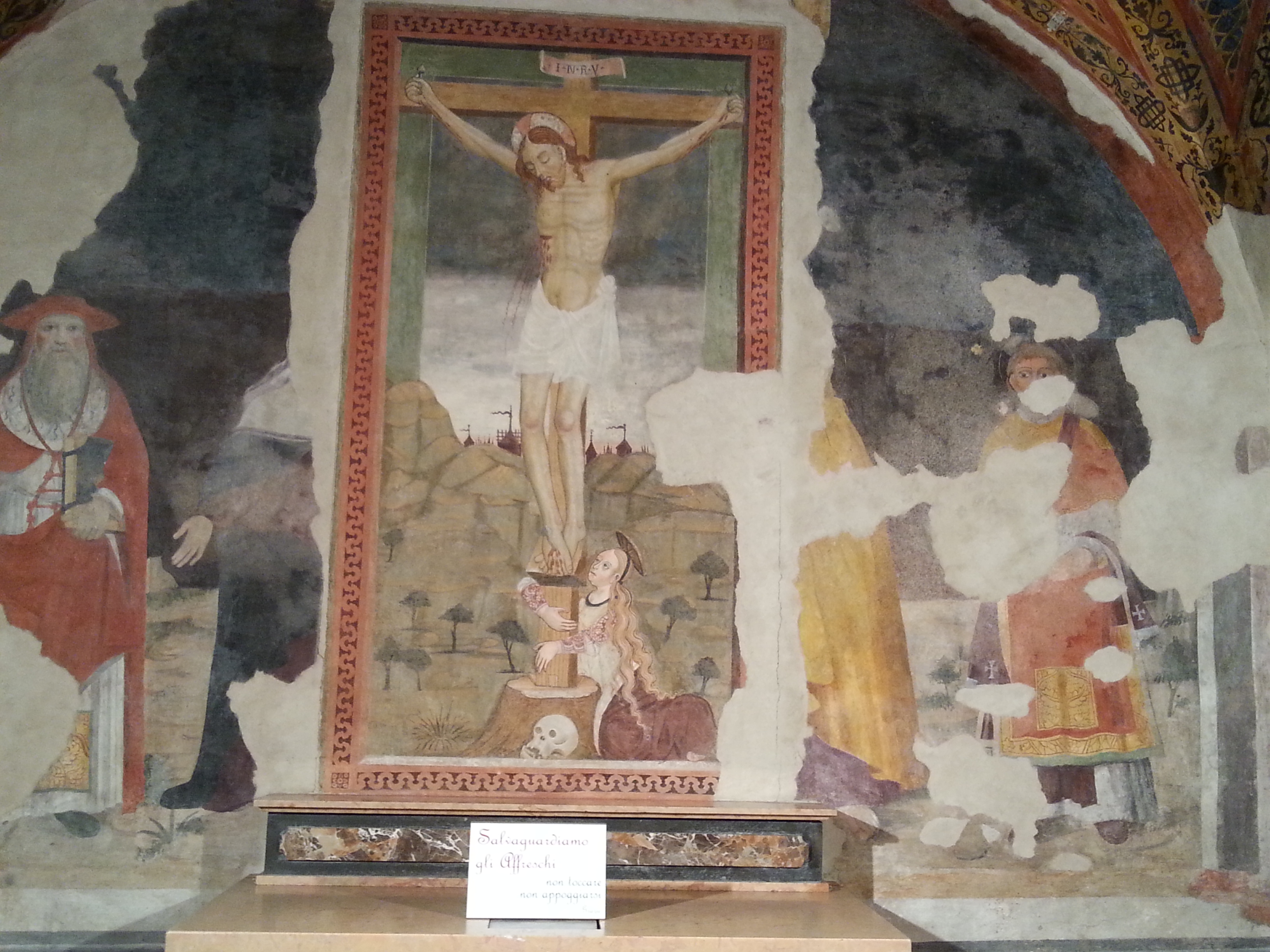
Wallfahrtskirche Santa Maria del Carmine, Kreuzigung mit der Heiligen Magdalena von Guglielmo da Montegrino

- Guglielmo Jotti da Montegrino (* um 1480 in Montegrino; † nach 1517 ebenda), Maler, Autor der Fresken im Kirchlein San Martino in Montegrino, San Giacomo und Madonna del latte e i Santi Antonio abate e Bernardo (1517) im Oratorium San Michele auf Alpe San Michele[4], Kreuzigung mit der Heiligen Magdalena in der Wallfahrtskirche Santa Maria del Carmine in Luino, die Kreuzigung in der Kirche San Giorgio in Brissago-Valtravaglia,  die Fresken in der Collegiata di San Vittore il Moro (Canonica) mit Figuren von Aposteln, die von Christus in einer Mandel überwunden wurden, Symbole der Evangelisten und Kreuzigung aus dem 15. und 16. Jahrhundert (1510) sind in der Apsis, im rechten Seitenschiff und in der Sakristei[5]; Jotti ist auch Autor den Wandmal  Madonna di Loreto in der Kirche San Biagio in der Fraktion Voldomino Superiore.[6]
- Giovanni Carnovali genannt il Piccio (* 29. September 1804 in Montegrino; † 5. Juli 1873 in Coltaro), Maler[7] und in der Kirche San Biagio in der Voldomino Superiore.